# اچ‌دی ۲۱۱۳۹۲
اچ‌دی ۲۱۱۳۹۲ یک ستاره است که در صورت فلکی دلو قرار دارد.